# Santa María Chimalapa
Santa María Chimalapa là một đô thị thuộc bang Oaxaca, México. Năm 2005, dân số của đô thị này là 8643 người.